# Joachim von Rantzau
Joachim von Rantzau (* 10. Februar 1627 auf Gut Salzau (heute Ortsteil von Fargau-Pratjau); † 11. Februar 1701 in Lübeck) war ein deutscher Domdekan.

## Leben
Joachim von Rantzau entstammte dem holsteinischen Uradelsgeschlecht (Equites Originarii) Rantzau. Er war ein Sohn des jung verstorbenen Daniel von Rantzau (1600–1630) auf Salzau und dessen Frau Catharina (1603–) und Erbherr auf Johannsdorf (Johannisdorf bei Oldenburg in Holstein?) und Neustädter Hof.
Schon 1638 erhielt er die Possession einer Präbende im seit der Reformation vorwiegend lutherischen Lübecker Domkapitel, auf die Ludolf von Dassel zu seinen Gunsten verzichtet hatte. Im Juni 1643 immatrikulierte er sich an der Universität Rostock.
Bei der Wahl des Domdekans durch das Kapitel am 2. April 1668 ergab sich eine Stimmengleichheit für Joachim von Rantzau und Johannes von Warendorf. Der Fürstbischof August Friedrich von Schleswig-Holstein-Gottorf entschied das Patt zugunsten von Joachim von Rantzau.
Er war gottorfischer Geheimer Rat und Amtmann des fürstbischöflichen Amtes Kaltenhof. Sein Name fand sich auf zwei in seiner Amtszeit als Domdekan gegossenen Glocken der Pfarrkirche der Kapitelsdörfer St. Georg in Genin (Lübeck), die jedoch 1757 umgegossen wurden. Als er die Pfarrstelle in Hamberge mit einem Theologiestudenten besetzen wollte, der dafür Rantzaus Dienstmädchen heiraten sollte, kam es zum Streit mit dem fürstbischöflichen Superintendenten Johann Wilhelm Petersen. Rantzau vereinigte in seiner Person die Kapitel-Ämter Offizial und Scholasticus. Als 1699 der Dompropst Georg Radow starb, übertrug ihm das Kapitel auch dieses Amt – eine Ämterhäufung, die nach seinem Tod wieder rückgängig gemacht wurde.
In dem jahrelangen Konflikt im Kapitel um die Bestellung eines Koadjutors mit dem Recht der Nachfolge für Fürstbischof August Friedrich, der den Konflikt zwischen Dänemark und Schleswig-Holstein-Gottorf widerspiegelte, entwickelte sich Rantzau zur „Hauptstütze der dänischen Partei“, die sich für König Christians V. Sohn Carl (* 26. Oktober 1680; † 8. August 1729), einen jüngeren Bruder des dänischen Königs Friedrich IV., einsetzte. Bis zu seinem Tod blieb dieser Konflikt ungeklärt. Sein Nachfolger als Domdekan wurde Dietrich Wilhelm von Witzendorff; als Dompropst folgte ihm Johann Ludwig von Pincier. Beide verfolgten eine Politik der Abgrenzung von Dänemark.
Joachim von Rantzau war verheiratet mit Clara, geb. von Ahlefeldt.